# Anno europeo per lo sviluppo
L'Anno europeo per lo sviluppo è il tema dell'anno 2015 proposto dalla Commissione europea e accolto all'unanimità dal Parlamento e dal Consiglio d'Europa.
Il suo motto è «il nostro mondo, la nostra dignità, il nostro futuro».
Lanciato ufficialmente il 9 gennaio a Riga, in Lettonia, dall'alto rappresentante per la politica estera Federica Mogherini e anche in presenza del Presidente della Commissione Europea Jean-Claude Juncker e del Primo Ministro lettone Laimdota Straujuma,  l'Anno europeo per lo sviluppo ha come obiettivo principale di sottolineare e di rafforzare l'impegno dell'Ue e dei suoi Stati Membri nella lotta alla povertà a livello mondiale.